# اینوگاتران
اینوگاتران (انگلیسی: Inogatran) یک مهارکننده ترومبین پپتیدومیتیک با وزن مولکولی کم است. این دارو برای درمان بالقوه بیماری‌های ترومبوتیک شریانی و وریدی ساخته شده است.